# Acetil koenzim A
Acetil koenzim A ili Acetil CoA, je jedna od najvažnijih molekula za metabolizam živih bića. Po kemijskom sastavu to je tioester koji se formira kondenzacijom tiola Koenzima A s octenom kiselinom (acetatom). Empirijska formula je C23H38N7O17P3S; relativna molekularna masa je 809.57. Osnovna funkcija Acetil Koenzima A u metabolizmu živih bića je prijenos ugljikovih atoma u obliku acetilne skupine kao supstrat za oksidaciju u Krebsovom ciklusu. Tioesterna je veza naime vrlo nestabilna, što uvelike olakšava prijenos acetilne skupine.
Tiosterska veza bogata je energijom.
Ovaj koenzim početni je spoj Krebsova ciklusa. Bitan je u izmjeni tvari jer je proizvod razgradnje ugljikohidrata, masnih kiselina i aminokiselina.

## Sinteza
Acetil Koenzim A formira se kemijskom reakcijom poznatom kao oksidativna dekarboksilacija piruvata. Proces je kataliziran od strane multienzimskog kompleksa Piruvat dehidrogenaze (Pyruvate Dehydrogenase Complex PDC) koji se nalazi u matriksu mitohondrija.
Zbirna kemijska jednadžba reakcije katalizirane od piruvat dehidrogenaze:
{\displaystyle \mathrm {Piruvat+CoA+NAD^{+}\longrightarrow AcetilCoA+NADH+H^{+}+CO_{2}} }

## Uloga u metabolizmu
Acetil Koenzim A je molekula koja zauzima ključnu poziciju u nekoliko metaboličkih procesa. Osnovna uloga koenzima je povezivanje procesa glikolize i Krebsovog ciklusa. Pirogrozđana kiselina (piruvat) je glavni proizvod glikolize, koji može biti iskorišten kao supstrat Krebsovog ciklusa samo ako se transformira u Acetil CoA.
- Sinteza i katabolizam masnih kiselina

Sinteza masnih kiselina je metabolički put koji generira lance masnih kiselina počevši od acetil CoA kao osnovnog supstrata. Taj se proces aktivira u slučaju prevelike proizvodnje Acetil CoA kao posljedica povećanog unosa ugljikohidrata. Višak proizvedenog Acetil CoA biva preusmjeren prema sintezi masnih kiselina, u procesu kataliziranom od niza enzima od kojih su najvažniji acetil CoA karboksilaza i sintetaza masnih kiselina.
U suprotnom slučaju manjka nutrijenata, masne se kiseline razgrađuju u procesu Beta oksidacije, koja kao produkt daje Acetil Koenzim A. Acetil CoA potom ulazi u Krebsov ciklus kako bi organizam proizveo potrebne količine visokoenergetskih molekula kao ATP.
- Sinteza HMG CoA

Dvije molekule Acetil CoA mogu biti spojene u Acetoacetil CoA koji je osnovni prekursor za sintezu 3-hidroksi-3-metil-glutaril Koenzima A (HMG CoA). HMG CoA je jedan od ključnih metabolita u tzv. putu mevalonata, metaboličkom procesu u kojem dolazi do sinteze kolesterola.
- Acetilkolin

Acetil CoA je vrlo važan i za biosintezu neurotransmitera acetilkolina. Enzim kolin acetiltransferaza katalizira proces prijenosa acetilne skupine iz acetil CoA na kolin uz proizvodnju acetilkolina i oslobađanje Koenzima A.
Biljke koriste acetil CoA kao prekursor za sintezu, biljnih masti, flavonoida, biljnih voskova i za proizvodnju kutikule.